# J.M. Kerrigan
J.M. Kerrigan, pseudonimo di Joseph Michael Kerrigan (Dublino, 16 dicembre 1884 – Los Angeles, 29 aprile 1964), è stato un attore irlandese.

## Biografia
Lavorò come giornalista fino al 1907, anno in cui entrò a far parte della compagnia dell'Abbey Theatre, il teatro nazionale irlandese, del quale divenne una delle colonne, apparendo in numerosi lavori teatrali.

### Carriera cinematografica
Il suo debutto sullo schermo risale al 1916, in O'Neal of the Glen, che Kerrigan girò in Irlanda e di cui fu anche regista. Negli Stati Uniti, apparve in teatro a Broadway, spesso in lavori di Shakespeare, Ibsen e Sheridan.
Si stabilì in maniera permanente a Hollywood nel 1935, dopo che John Ford lo scritturò per il film La pattuglia sperduta (1934) e, insieme ad altri attori dell'Abbey Theatre, per la pellicola Il traditore (1935). Lavorò in altre occasioni sotto la direzione di Ford, in Il prigioniero dell'isola degli squali (1936), L'aratro e le stelle (1937), e Viaggio senza fine (1940).
Sul grande schermo Kerrigan ricoprì essenzialmente ruoli di caratterista, riuscendo raramente ad ottenere parti importanti. Apparve in oltre un centinaio di pellicole. Da metà degli anni cinquanta fino al 1960, passò a lavorare anche per la tv.

## Riconoscimenti
Nonostante una carriera esclusivamente in ruoli minori, il suo contributo all'industria cinematografica fu riconosciuto con una stella dedicatagli sulla Hollywood Walk of Fame, al 6621 di Hollywood Blvd.

## Filmografia parziale

### Attore
- O'Neal of the Glen, regia di J.M. Kerrigan (1916)
- Food of Love, regia di J.M. Kerrigan (1916)
- The Miser's Gift, regia di J.M. Kerrigan (1916)
- Puck Fair Romance, regia di J.M. Kerrigan (1916)
- An Unfair Love Affair, regia di J.M. Kerrigan (1916)
- Woman's Wit, regia di J.M. Kerrigan (1916)
- Little Old New York, regia di Sidney Olcott (1923)
- Il canto del mio cuore (Song o' My Heart), regia di Frank Borzage (1930)
- Il cammello nero (The Black Camel), regia di Hamilton MacFadden (1931)
- La casetta sulla spiaggia (Merely Mary Ann), regia di Henry King (1931)
- Labbra proibite (Rockabye), regia di George Cukor (1932)
- A Study in Scarlet, regia di Edwin L. Marin (1933)
- La pattuglia sperduta (The Lost Patrol), regia di John Ford (1934)
- Un eroe moderno (A Modern Hero), regia di Georg Wilhelm Pabst (1934)
- Il traditore (The Informer), regia di John Ford (1935)
- Mystery of Edwin Drood, regia di Stuart Walker (1935)
- Il segreto del Tibet (Werewolf of London), regia di Stuart Walker (1935)
- La costa dei barbari (Barbary Coast), regia di Howard Hawks (1935)
- Colleen, regia di Alfred E. Green (1936)
- Il dissipatore (Spendthrift), regia di Raoul Walsh (1936)
- Il prigioniero dell'isola degli squali (The Prisoner of Shark Island), regia di John Ford (1936)
- Hearts in Bondage, regia di Lew Ayres (1936)
- Il generale morì all'alba (The General Died at Dawn), regia di Lewis Milestone (1936)
- I Lloyds di Londra (Lloyd's of London), regia di Henry King (1936)
- L'aratro e le stelle (The Plough and the Stars), regia di John Ford (1936)
- La grande barriera (The Barrier), regia di Lesley Selander (1937)
- London by Night, regia di William Thiele (1937)
- 6,000 Enemies, regia di George B. Seitz (1939)
- Undercover Agent, regia di Howard Bretherton (1939)
- La via dei giganti (Union Pacific), regia di Cecil B. DeMille (1939)
- Via col vento (Gone with the Wind), regia di Victor Fleming (1939)
- Tom Edison giovane (Young Tom Edison), regia di Norman Taurog (1940)
- Lo sparviero del mare (The Sea Hawk), regia di Michael Curtiz (1940)
- Non è tempo di commedia (No Time for Comedy), regia di William Keighley (1940)
- Viaggio senza fine (The Long Voyage Home), regia di John Ford (1940)
- L'uomo lupo (The Wolf Man), regia di George Waggner (1941)
- Captains of the Clouds, regia di Michael Curtiz (1942)
- I conquistatori dei sette mari (The Fighting Seabees), regia di Edward Ludwig (1944)
- Wilson, regia di Henry King (1944)
- Il gigante di Boston (The Great John L.), regia di Frank Tuttle (1945)
- Nel mar dei Caraibi (The Spanish Main), regia di Frank Borzage (1945)
- La giocatrice (She Went to the Races), regia di Willis Goldbeck (1945)
- Tarzan e le amazzoni (Tarzan and the Amazons), regia di Kurt Neumann (1945)
- L'isola del desiderio (The Luck of the Irish), regia di Henry Koster (1948)
- Le valli della solitudine (Mrs. Mike), regia di Louis King (1949)
- Mia cugina Rachele (My Cousin Rachel), regia di Henry Koster (1952)
- Inferno bianco (The Wild North), regia di Andrew Marton (1952)
- Park Row, regia di Samuel Fuller (1952)
- La frusta d'argento (The Silver Whip), regia di Harmon Jones (1953)
- Ventimila leghe sotto i mari (20,000 Leagues Under the Sea), regia di Richard Fleischer (1954)
- La pistola sepolta (The Fastest Gun Alive), regia di Russell Rouse (1956)

### Regista
- O'Neal of the Glen (1916)
- Food of Love (1916)
- The Miser's Gift (1916)
- Puck Fair Romance (1916)
- An Unfair Love Affair (1916)
- Woman's Wit (1916)